# Noël Coward Theatre
El Noël Coward Theatre, antigament conegut com a Albery Theatre, és un teatre del West End, situat a St. Martin's Lane de la Ciutat de Westminster, a Londres. Va obrir les portes el 12 de març de 1903 amb el nom de New Theatre, i va ser construït per Sir Charles Wyndham darrere del Wyndham's Theatre, el qual havia estat acabat el 1899. L'edifici va ser dissenyat per l'arquitecte W. G. R. Sprague seguint un estil clàssic per l'exterior, i un estil rococó per l'interior.